# よくばり
『よくばり』（英表記名:yokubari）は、岩崎宏美の18枚目のオリジナル・アルバム。1987年4月21日発売。発売元は、ビクター音楽産業。
規格品番SJX-30330(レコード)／VDR-1361(CD)

## 解説
- シングル盤「最初の恋人達」と同時発売。ジャケットのタイトル表示がローマ字表記になっているため、資料によっては「YOKUBARI」となっているものもあるが、正式には平仮名で「よくばり」である。
- アルバムタイトルは、前作「わがまま」に続き、本人が考案したものだが、インパクト重視で考えたとのこと。ライナーノーツ掲載のインタビューによれば、次以降はこのままエスカレートして「ごうまん」とか「わるもの」になりはしないかと思ったという。
- 収録曲のうち、和田春彦編曲の3曲は、同氏が率いる激光旋律団が演奏を担当している。
- 2007年に紙ジャケットで復刻された際には、41stシングル「夜のてのひら」のB面曲「せつなさのバランス」と当時シングルカセットのみに収録されていた別バージョンの「せつなさのバランス〜Lonely Long Dream」(1986.10.21)、43rdシングル「風の童話集」と両A面曲「ラスト・クルーズ」(1987.11.1)、前作に引き続き、過去のヒット曲のオリジナル・カラオケ6曲がボーナス・トラックとして収録された。

## 収録曲

### オリジナル盤
1. 月とシャボン
  - 作詞: 川村真澄、作曲・編曲:山川恵津子
2. 願い
  - 作詞: 川村真澄、作曲:花岡優平、編曲:山川恵津子
3. ソネット
  - 作詞: 佐藤純子、作曲:中崎英也、編曲: 和田春彦
4. Call Me
  - 作詞・作曲:遠藤京子、編曲:山川恵津子
5. 最初の恋人達
  - 作詞: 佐藤ありす、作曲・編曲: 奥慶一
6. 天使の一日
  - 作詞: 佐藤純子、作曲:中崎英也、編曲: 和田春彦
7. Don't Disturb
  - 作詞:佐藤純子 、作曲:中崎英也、編曲:和田春彦
8. 夜のてのひら
  - 作詞: 来生えつこ、作曲:筒美京平、編曲:武部聡志
9. 二人をすべて
  - 作詞: 佐藤ありす、作曲・編曲:奥慶一

### CD（2007年盤）
1. 月とシャボン
2. 願い
3. ソネット
4. Caii Me
5. 最初の恋人達
6. 天使の一日
7. Don't Disturb
8. 夜のてのひら
9. 二人をすべて
10. せつなさのバランス（ボーナス・トラック）
  - 作詞: 来生えつこ、作曲: 筒美京平、編曲: 武部聡志
  - 41stシングル「夜のてのひら」のB面曲。
11. せつなさのバランス〜Lonely Long Dream（ボーナス・トラック）
  - 作詞: 来生えつこ、作曲:筒美京平、編曲:武部聡志
  - 41stシングル(カセットのみ)「夜のてのひら」の追加収録曲。
12. 風の童話集(ジュブナイル)（ボーナス・トラック）
  - 作詞:田口俊、作曲:佐藤隆、編曲:奥慶一
  - 43rdシングル。
13. ラスト・クルーズ（ボーナス・トラック）
  - 作詞・作曲:相曽晴日、編曲:奥慶一
  - 43rdシングル「風の童話集(ジュブナイル)／ラスト・クルーズ」の両A面として発売。
14. すみれ色の涙（オリジナル・カラオケ）（ボーナス・トラック）
  - 作曲:小田啓義、編曲: 萩田光雄
15. 聖母たちのララバイ（オリジナル・カラオケ）（ボーナス・トラック）
  - 作曲:木森敏之・John Scott、編曲: 木森敏之
16. 思い出さないで（オリジナル・カラオケ）（ボーナス・トラック）
  - 作曲:中山大三郎、編曲:青木望
17. 真珠のピリオド(オリジナル・カラオケ)（ボーナス・トラック）
  - 作曲:筒美京平、編曲: 萩田光雄
18. 家路(オリジナル・カラオケ)（ボーナス・トラック）
  - 作曲・編曲: 木森敏之
19. 橋(オリジナル・カラオケ)（ボーナス・トラック）
  - 作曲・編曲:木森敏之